# Pandinops boschisi
Espèce
Synonymes
- Pandinus boschisi Caporiacco, 1937

Pandinops boschisi est une espèce de scorpions de la famille des Scorpionidae.

## Distribution
Cette espèce est endémique de Somalie. Elle se rencontre vers El Caiat.

## Description
Le mâle holotype mesure 89 mm.

## Systématique et taxinomie
Cette espèce a été décrite sous le protonyme Pandinus boschisi par Caporiacco en 1937. Elle est placée dans le genre Pandinops par Rossi en 2015.

## Étymologie
Cette espèce est nommée en l'honneur de L. Boschis.

## Publication originale
- Caporiacco, 1937 : « Su alcuni scorpioni dell'Africa Orientale Italiana del Civico Museo di Milano. » Atti della Società Italiana di Scienze Naturali e del Museo Civico di Storia Naturale di Milano, vol. 76, no 3, p. 355-362 (texte intégral).